# Joe Pytka
Joseph „Joe“ Pytka (* 4. November 1938 in Pittsburgh, Pennsylvania) ist ein US-amerikanischer Filmregisseur. Er ist vor allem als Regisseur von Werbespots bekannt, drehte aber auch Musikvideos, Dokumentarfilme und zwei Spielfilme.

## Leben
Pytkas Großeltern emigrierten aus Polen nach Amerika. Pytka wuchs im Pittsburgher Vorort Braddock auf. Schon in frühester Jugend wollte er Künstler werden und setzte sich damit bereits ab dem Alter von 8 Jahren im Children's Studio des Carnegie Museum of Art auseinander.
Auf Wunsch seines Vaters studierte er dann an der University of Pittsburgh Chemieingenieurwesen, was laut Pytka aber „desaströs“ endete. Er verließ ohne Abschluss die Universität und arbeitete in den 1960er und 1970er Jahren beim Pittsburgher WRS Motion Picture and Video Lab. Dort machte er sich mit grundlegenden Techniken der Filmaufnahme sowie des Filmschnitts vertraut. Später produzierte er Shows und Dokumentarfilme für den lokalen Fernsehsender WQED.
Zur Finanzierung weiterer Projekte übernahm er ab den späten 1960er Jahren erste Aufträge für Werbespots. Einige seiner ersten Spots drehte er für die Pittsburgher Biermarke Iron City Beer. Gemeinsam mit seinem Bruder John gründete er 1984 die Produktionsfirma Pytka Productions. Pytka drehte im Lauf seiner Karriere über 5.000 Werbespots, darunter für PepsiCo, Budweiser, McDonald’s und Nike. Mehr als 80 seiner Spots wurden bei den alljährlichen Super Bowls gezeigt.
Für seine Arbeiten wurde Pytka mehrfach ausgezeichnet, darunter mit drei Directors Guild of America Awards in der Kategorie Commercial Direction. 1997 gewann er den ersten Primetime Emmy in der Kategorie Commercial. Advertising Age nahm ihn 1999 in die Liste der Top 100 Advertising People auf. 2011 erhielt er den Clio Award for Lifetime Achievement.
Seit den frühen 1980er Jahren drehte Pytka auch Musikvideos, darunter mehrere für Michael Jackson. In Spike Lees Dokumentarfilm Bad 25 berichtet Pytka über seine Arbeit mit Jackson.
1989 drehte er seinen ersten Spielfilm Alles auf Sieg mit Richard Dreyfuss, David Johansen und Teri Garr. Im Jahr 1996 folgte der Zeichentrick-Realfilm-Mix Space Jam mit dem Basketballspieler Michael Jordan und Animationen der Looney Tunes. Während Alles auf Sieg sowohl künstlerisch als auch finanziell hinter seinen Erwartungen zurückblieb, spielte Space Jam bei einem Budget von ca. 80 Mio. US-Dollar weltweit über 230 Mio. US-Dollar ein.
Von 2002 bis 2011 betrieb Pytka das Restaurant Bastide am Melrose Place in West Hollywood, das von führenden Restaurantkritikern zunächst mit sehr hohen Bewertungen bedacht wurde, später allerdings durch ständig wechselnde Küchenchefs nicht mehr die hohe Qualität der ersten Jahre erreichte und von Pytka wiederholt geschlossen und neu eröffnet wurde.
Seine Frau Emanuelle lernte Pytka 1987 auf einem Flug nach Schweden kennen. Aus der Beziehung gingen zwei Töchter hervor.

## Filmografie (Auswahl)
Werbespots
- 1982: Henry Weinhard – Alaska
- 1985: PepsiCo – Archaeology
- 1986: McDonald’s – E.T. Special Olympics
- 1987: Partnership for a Drug-Free America – This Is Your Brain on Drugs
- 1989: PepsiCo – Make a Wish (mit Madonna)
- 1989: Nike – Bo Knows (mit Bo Jackson)
- 1991: PepsiCo – You Got the Right One Baby, Uh-Huh! (mit Ray Charles)
- 1993: McDonald’s – Nothin' But Net (mit Michael Jordan und Larry Bird)
- 1993: Nike – Barkley of Seville (mit Charles Barkley)
- 1995: PepsiCo – Diner
- 1996: HBO – Chimps
- 1997: PepsiCo – New Look. Same Great Taste. (mit Cindy Crawford)
- 2001: New York City – New York Miracle. Be a part of it. (mit Woody Allen und Henry Kissinger)
- 2001: PepsiCo – Man vs. Machine (mit Garri Kasparow)
- 2002: Ad Council – Ketchup Soup
- 2002: Gatorade – 23 vs. 39 (mit Michael Jordan)
- 2005: Bud Light – Skydiver
- 2006: Budweiser – Clydesdales American Dream
- 2007: WTC Memorial – Where Were You
- 2010: PepsiCo – Diner 2PointZero
- 2019: Toyota – Toni

Spielfilme
- 1989: Alles auf Sieg (Let It Ride)
- 1996: Space Jam

Musikvideos
- 1980: John Lennon – (Just Like) Starting Over
- 1987: Michael Jackson – The Way You Make Me Feel
- 1987: Michael Jackson – Dirty Diana
- 1991: Michael Jackson – Heal the World
- 1995: The Beatles – Free as a Bird